# شورش شینجوکو
شورش شینجوکو (به ژاپنی: 新宿騒乱)، یک درگیری خشونت‌آمیز بین پلیس و معترضان ضد جنگ ویتنام بود که ایستگاه شینجوکو در توکیو، ژاپن، در ۲۱ اکتبر ۱۹۶۸ را اشغال کردند.
این حادثه در چارچوب تظاهرات گسترده به مناسبت «روز جهانی ضد جنگ» رخ داد. در مجموع بیش از ۸۰۰۰۰۰ فعال چپ ژاپنی، از جمله ائتلاف ضد جنگ بهایرن، اتحادیه‌های کارگری، و گروه‌های دانشجویی رادیکال نیز که در اعتراضات دانشگاهی ژاپن در سال‌های ۱۹۶۸–۱۹۶۹ شرکت داشتند، اقدامات مختلفی را انجام دادند. تظاهرات و فعالیت‌های اعتراضی در سراسر ژاپن. گروه بزرگی از معترضان در توکیو با اشغال ایستگاه شینجوکو و ایجاد اختلال در عبور و مرور عادی قطارها امیدوار بودند که مخالفت خود را با حمایت دولت ژاپن از جنگ تحت رهبری ایالات متحده در ویتنام ابراز کنند. این شورش عمدتاً تا صبح روز ۲۲ اکتبر به دلیل استناد پلیس به قانون ضد شورش شکسته شد، اقدامی که عمدتاً توسط مطبوعات مورد تأیید قرار گرفت و منجر به اعتماد بیشتر پلیس شد.

## پس زمینه
در ۸ اوت ۱۹۶۷، قطار باری حامل سوخت جت به مقصد پایگاه‌های هوایی ایالات متحده در فرودگاه تاچیکاوا و پایگاه هوایی یاکوتا با قطار باری دیگری برخورد کرد و در ایستگاه شینجوکو آتش گرفت.
این حادثه دیدنی توجه را به این واقعیت جلب کرد که از قطارهای ژاپنی برای حمل تجهیزات جنگی برای حمایت از جنگ ایالات متحده در ویتنام استفاده می‌شد و به ویژه ایستگاه شینجوکو را به هدف اعتراضات تبدیل کرد. در تابستان ۱۹۶۸، گروه‌های مختلف برای رویدادهای اکتبر «تمرین» کردند. در ماه ژوئن، اعضای Beheiren تحصن ۱۱۰۰۰ نفری را در نزدیکی گینزا ترتیب دادند.
در ۲۱ ژوئن، ذنگاکورن دانش آموزان وارد کاندا، توکیو شدند و سعی کردند آن را اشغال کنند. در ۲۶ ژوئن، ۴۰۰۰ عضو سانپا ذنگاکورائن در ایستگاه شینجوکو تظاهرات کردند.
در ۸ اکتبر، گروهی متشکل از ۶ تا ۸ هزار نفر از فعالان، ایستگاه شینجوکو را اشغال کردند و تلاش کردند محموله‌های سوخت جت را که از آن عبور می‌کرد، متوقف کنند. با این حال، آنها توسط پلیس با ماشین‌های آب پاش و گاز اشک آور مورد ضرب و شتم قرار گرفتند، چیزی که پلیس از آن برای ایجاد محدودیت در افکار عمومی از فعالان استفاده کرد.
در ۲۱ اکتبر ("روز بین المللی ضد جنگ")، سالگرد یک سالگی مارش در پنتاگون، تجمع‌ها در سراسر ژاپن توسط چندین گروه، علیرغم قوانین ممنوعیت برگزاری آنها در آن روز برگزار شد.
معترضان می‌خواستند مخالفت خود را با حمایت دولت ژاپن از جنگ تحت رهبری ایالات متحده در ویتنام نشان دهند.  در توکیو، روز با راهپیمایی‌های بزرگ مسالمت‌آمیز در معبد میجی و پارک هیبیا که توسط سوهیمو، بهایرن، حزب سوسیالیست ژاپن (JSP) و حزب کمونیست ژاپن(JCP) سازماندهی شده بود با حدود ۳۵ تا ۵۵ هزار شرکت کننده در سراسر شهر آغاز شد. مینسی نیز که به حزب کمونیست ژاپن وابسته بود توسط گروه‌های دانشجویی تحصن مسالمت آمیزی با ۱۲۰۰۰ دانش آموز را ترتیب داد.
 اعتراضات خارج از وزارت دفاع ژاپن در روپونگی و هتک حرمت از قبر نخست‌وزیر یوشیدا شیگه‌رو. در نقاط دیگر سراسر کشور، ۶۰۰۰ دانشجو و ۸۰۰۰ فعال دیگر در ۱۸ استان و ۶۰۰ شهر، شاهد تجمع بیش از ۸۰۰۰۰۰ اتحادیه کارگری وابسته به سوهیو بودند.